# Pei, Xuzhou
Pei, även känt som Peixian eller Peihsien, är ett härad som hör till Xuzhous stad på prefekturnivå i Jiangsu-provinsen i östra Kina. Det ligger omkring 340 kilometer nordväst om provinshuvudstaden Nanjing. 
Häradet är mest känt som Handynastins grundare Liu Bangs hemort.